# Heket
Para os egípcios, o sapo era um símbolo de vida e fertilidade, já que milhões deles nasciam após a inundação anual do Nilo, que trazia fertilidade para as terras que de outra forma seriam áridas. Consequentemente, na mitologia egípcia, começou a haver uma deusa-rã, que representava a fertilidade, referida pelos egiptólogos como Heqet (também Heqat, Hekit, Heket etc., e mais raramente Hegit, Heget etc.), escrito com o determinante sapo.
Heqet, também e considerada a deusa dos partos e da ressurreição, sua aparência anfíbia denúncia seu forte vínculo com a água. A deusa rã e uma das mais antigas de toda a mitologia egípcia, sendo que seus hieróglifos são encontrados em pirâmides por todo o Egito. Ela vinha para ajudar o recém falecido a ascender ao pós-vida.